# 法蘭克福電影滑翔機
法蘭克福電影滑翔機（英語：Frankfort Cinema）是一款於1930-40年代服役於美國陸軍航空兵團的訓練滑翔機，編號為TG-1。TG-1採用高翼、支柱支撐設計，並具有全封閉的機艙。TG-1最初為單座版本，不久之後又應陸軍要求，生產雙座版本Cinema II。同時，該公司獲得了運輸滑翔機CG-1和CG-2的生產合約。
然而法蘭克福缺乏大量生產滑翔機的能力以及資源，最終僅交付43架TG-1。法蘭克福也用TG-1的設計在民用市場售出10架，後來也都被美國陸軍徵收。

## 型號

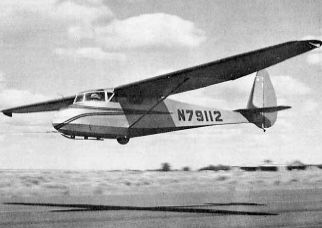
在二十九棕櫚村機場執行訓練任務的TG-1A

Cinema基礎設計
Cinema II雙座版本
TG-1美國陸軍航空軍版本的Cinema II
TG-23美國陸軍航空軍版本的HC-1 Cinema (serial n/o 42-57192)。由路易斯．哈波(英語：Louis Harper)和斯坦．考克蘭(英語：Stan Concoran)建造，民用登記號碼為 N18133。然而並無證據表明HC-1與Cinema I是同一款飛機。